# Sirius (dampskib)
 Denne artikel omhandler dampskibet bygget i 1837. Opslagsordet har også en anden betydning, se Sirius.
Sirius var en hjuldamper, som blev bygget i 1837 og var det første skib som krydsede Atlanterhavet udelukkende ved dampkraft
Denne berømte overfart fra London til New York, sluttede den 22. april 1838 efter en overfartstid på 18 dage og 14 timer. Sirius var første indehaver af Atlanterhavets blå bånd (Det blå bånd er efterfølgende blevet tildelt skibe med den hurtigste transatlantiske overfartstid). 
Sirius rekord blev slået dagen efter af SS Great Western. Efterfølgende påbegyndte Sirius en rutefart over Atlanten, men sejladsen blev indstillet efter  én tur på grund af manglende tilgang af passagerer. 
Sirius grundstødte og totalforliste  den 16. januar 1847 udfor Ballycotton, Irland med tab af 20 menneskeliv.

## Ekstern henvisning
- Forskelligt om Sirius (engelsk)

## Fodnoter
1. ↑  Kludas, Arnold. "Das blaue Band des Nordatlantiks", 1999, side 35ff (på tysk)
2. ↑  Fra denne liste med rekordtider fra http://www.greatships.net